# فیشر (لوئیزیانا)
فیشر (به انگلیسی: Fisher) شهری در ایالت لوئیزیانا کشور ایالات متحده آمریکا است که جمعیت آن در سرشماری سال ۲۰۱۰ میلادی، ۲۳۰ نفر بوده‌است.